# Кулов, Бейшеналы
Бейшеналы́ Ку́лов (кирг. Бейшеналы Кулов; 1900 год, с. Кызыл-Туу — 18 февраля 1978, с. Кызыл-Туу, Сокулукский район) — старший табунщик колхоза «Путь к коммунизму» Кагановичского района Фрунзенской области, Киргизская ССР. Герой Социалистического Труда (1948).

## Биография
Родился в 1900 году в крестьянской семье в селе Кызыл-Туу.
Участвовал в Великой Отечественной войне.
После демобилизации возвратился в родное село, где стал работать старшим табунщиком в колхозе «Путь к коммунизму» Кагановичского района. Бригада Бейшеналы Кулова в сложных зимних условиях 1947—1948 годов сохранила поголовье табуна и родившихся жеребят. Указом Президиума Верховного Совета СССР от 15 сентября 1948 года за выдающиеся достижение в животноводстве удостоен звания Героя Социалистического Труда с вручением ордена Ленина и золотой медали «Серп и Молот».
С 1968 года — персональный пенсионер союзного значения. После выхода на пенсию проживал в родном селе, где скончался в 1978 году.